# Corchorus kirkii
Corchorus kirkii là một loài thực vật có hoa trong họ Cẩm quỳ. Loài này được N.E.Br. mô tả khoa học đầu tiên năm 1908.